# Полет 831 на „Чайна Еърлайнс“
Полет 831 на „Чайна Еърлайнс“ е редовен международен пътнически полет от международното летище „Гаосюн“, Гаосюн, Тайван, до летище „Кайтак“, Кайтак, Британски Хонконг, управляван от „Чайна Еърлайнс“. На 9 март 1978 г. самолетът „Боинг 737-281“, който изпълнява полета, е отвлечен от 34-годишния член на екипажа Ши Минжен, след като той нахлува в пилотската кабина и изисква от пилотите да променят курса към континентален Китай.
Пилотите отказват да изпълнят искванията на похитителя, което провокира агресия и насилие от негова страна към капитана и първия офицер, които управляват машината. Въпреки нараняванията вследствие на нанесения побой пилотите успяват да съобщят за ситуацията на охранител на борда, който разбива вратата на пилотската кабина с пожарогасител и застрелва похитителя. Самолетът каца на летище „Кайтак“, след което екипът за сигурност на летището претърсва самолета за потенциални съучастници и разпитва пътниците, а пилотите са откарани в болница поради нараняванията си.
На 16 февруари 1986 г. самолетът, който участва инцидента, се разбива, докато лети по маршрута на полет 2265 на „Чайна Еърлайнс“, близо до летище „Пенгу“ и убива всички 13 души на борда.